# Wake Up Call
«Wake Up Call» (рус. Утренний звонок) — второй сингл Maroon 5 с их второго студийного альбома «It Won't Be Soon Before Long». Группа анонсировала выход сингла 22 мая на «TRL». Журнал FMQB опубликовал информацию о том, что сингл будет выпущен на радио 17 июля 2007 года, однако до этого трек просочился в интернет. На концерте «45th at Night» песня была исполнена вместе с Eve в качестве приглашённой звезды, а осенью 2007 года вышел специальный ремикс на песню с вокалом Mary J. Blige.

## Список композиций
| №  | Название                          | Длительность |
| -- | --------------------------------- | ------------ |
| 1. | «Wake Up Call» (Альбомная версия) | 3:21         |

| №  | Название                          | Длительность |
| -- | --------------------------------- | ------------ |
| 1. | «Wake Up Call» (Альбомная версия) | 3:21         |
| 2. | «Story» (Non-LP версия)           | 4:30         |

| №  | Название                          | Длительность |
| -- | --------------------------------- | ------------ |
| 1. | «Wake Up Call» (Альбомная версия) | 3:21         |
| 2. | «Losing My Mind» (Non-LP версия)  | 3:21         |

| №  | Название                                                  | Длительность |
| -- | --------------------------------------------------------- | ------------ |
| 1. | «Wake Up Call» (Альбомная версия)                         | 3:21         |
| 2. | «Losing My Mind» (Non-LP версия)                          | 3:21         |
| 3. | «Makes Me Wonder» (Harry Choo Choo Romero's Bambossa Mix) | 6:06         |
| 4. | «Wake Up Call» (Мультимедийный Трек)                      |              |

## Клип
Режиссёром клипа «Wake Up Call» стал Юнас Окерлунд; съёмки состоялись 7-9 июля 2007 года. Клип создан в виде несуществующего фильма с рейтингом NC-17. В нём снялась модель Ким Смит. По сюжету она просит у Левина прощение за то, что она спала с другим мужчиной, соперником Левина по сюжету, которого он не знает. Левин застукивает свою девушку с любовником (его играет Джереми Систо), в которого он стреляет и убивает. Оставшаяся часть клипа сконцентрирована вокруг «Maroon 5» и девушки Адама, которая тщательно разрабатывает план сокрытия убийства. В конце видео вся группа схвачена, и в последней сцене клипа Адама собираются казнить на электрическом стуле.
Согласно информации с официального сайта группы, клип был выпущен 31 июля в 12:00 утра и впервые вышел в свет на веб-сайте MTV в августе 2007. На MTV и VH1 видео было укорочено и немного изменено. В режиссёрской версии девушка Левина говорит: «We both fucked up» (рус. «Мы оба облажались»). В обработанной версии эта фраза была заменена на «We both screwed up» (рус. «Мы оба напортачили).

## Чарты
| Чарт (2007)                                  | Наивысшая позиция |
| -------------------------------------------- | ----------------- |
| Australian ARIA Singles Chart                | 19                |
| Austria Singles Chart                        | 17                |
| Canadian Hot 100                             | 6                 |
| German Singles Chart                         | 41                |
| Irish Singles Chart                          | 35                |
| Italy Singles Chart                          | 8                 |
| New Zealand RIANZ Singles Charts             | 32                |
| Mega Top 50                                  | 9                 |
| Romania Singles Chart                        | 12                |
| South Africa 5FM Chart                       | 3                 |
| Switzerland Singles Chart                    | 12                |
| Turkey Radio Chart                           | 9                 |
| UK Singles Chart                             | 33                |
| U.S. Billboard Hot 100                       | 19                |
| U.S. Billboard Pop 100                       | 13                |
| U.S. Billboard Hot Adult Contemporary Tracks | 3                 |
| Venezuela Singles Chart                      | 9                 |

### Позиции в конце года
| Чарт (2007)          | Позиция |
| -------------------- | ------- |
| Россия (Love Radio)  | 21      |
| Россия (Европа Плюс) | 21      |

## Ремикс
Марк Ронсон записал ремикс на «Wake Up Call», который был выпущен 13 ноября 2007 года в формате цифрового скачивания(Digital download). В песне присутствует вокал Mary J. Blige.
Трек также включен в Международный Тур группы «It Won’t Be Soon Before Long».

### Список композиций
Это формат и трек-лист сингла:
| №  | Название                                                       | Длительность |
| -- | -------------------------------------------------------------- | ------------ |
| 1. | «Wake Up Call (Mark Ronson Remix)» (при участии Mary J. Blige) | 3:12         |